# Grönvingad saltator
Grönvingad saltator (Saltator similis) är en fågel i familjen tangaror inom ordningen tättingar.

## Utseende och läte
Grönvingad saltator är en stor tangara med kraftig finkliknande näbb. Den är olivgrön ovan med vit strupe och ljusgrå undersida. På huvudet syns ett brett vitt ögonbrynsstreck och ett svart mustaschstreck som kontrasterar med det mörkgrå ansiktet och ger den ett "argt" utseende. Den liknar beigestrupig saltator, men skiljer sig på sin vita snarare än just beigefärgade strupe. Sången består av en serie med mjuka visslingar.

## Utbredning och systematik
Grönvingad saltator delas in i två underarter:
- similis – förekommer i östra Bolivia, sydost Brasilien, Paraguay, Uruguay och nordöstra Argentina
- ochraceiventris – förekommer i sydöstra Brasilien (södra São Paulo Paraná och Rio Grande do Sul)

### Familjetillhörighet
Tidigare placerades Saltator i familjen kardinaler. DNA-studier visar dock att de tillhör tangarorna.

## Levnadssätt
Grönvingad saltator hittas i fuktiga skogar, skogslandskap och intilliggande öppningar. Där ses den i trädtaket eller i vegetationskanterna.

## Status och hot
Arten har ett stort utbredningsområde, men tros minska i antal, dock inte tillräckligt kraftigt för att den ska betraktas som hotad. Internationella naturvårdsunionen IUCN listar arten som livskraftig (LC).